# Isetemkheb D
Isetemkheb o Isetemkheb D (c. 990-969) va ser la germana i, alhora, esposa del Summe sacerdot d'Amon Pinedjem II durant la dinastia XXI d'Egipte. Isetemkheb D tenia el títol: "Consort principal a l'harem d'Amon".
Isetemkheb D era filla Menkheperre, que tenia els títols de General, Fill del Rei i Summe sacerdot d'Amon, i de la seva dona Isetemkheb C. Isetemkheb D es va casar amb el seu germà Pinedjem II.
Es creu que Isetemkheb i Pinedjem II van tenir quatre fills:
- Psusennes II, Gran sacerdot tebà d'Amon i faraó (Pasebkhanut II),

- Harweben, Cap de l'Harem d'Amon-Ra

- Henuttaui, Esposa del Déu Amon

- Maatkare, Dama de la Casa i Cantant.

|                   |        |           |     |    |
| \| \| \| \| \| \| |        |           |     |    |
|                   |        |           |     |    |
| Q1                | t · H8 | Aa15 · L2 | M15 | B1 |

| Q1 | t · H8 | Aa15 · L2 | M15 | B1 |

|                   |        |           |     |    |
| \| \| \| \| \| \| |        |           |     |    |
|                   |        |           |     |    |
| Q1                | t · H8 | Aa15 · L2 | M15 | B1 |

| Q1 | t · H8 | Aa15 · L2 | M15 | B1 |

|                   |        |           |     |    |
| \| \| \| \| \| \| |        |           |     |    |
|                   |        |           |     |    |
| Q1                | t · H8 | Aa15 · L2 | M15 | B1 |

| Q1 | t · H8 | Aa15 · L2 | M15 | B1 |

|                   |        |           |     |    |
| \| \| \| \| \| \| |        |           |     |    |
|                   |        |           |     |    |
| Q1                | t · H8 | Aa15 · L2 | M15 | B1 |

| Q1 | t · H8 | Aa15 · L2 | M15 | B1 |

Pinedjem també es va casar amb una altra dona, Neskhons. Pinedjem II era el pare de Psusennes II, l'últim faraó de la dinastia XXI. Com que els fills coneguts de Neskhons no porten el nom de Psusennes, s'ha considerat que era fill d'Isetemkheb D.
La mòmia i els sarcofags d'Isetemkheb es van trobar a l'amagatall reial TT320 de Deir el-Bahari a Tebes. La mòmia d'Istemkheb mai ha estat desembolicada. Les radiografies preses per Harris i Weeks revelen un petit nombre d'articles encara in situ sota el sudari i embenats d'Isemkheb D. Harris i Weeks esmenten específicament un petit amulet al coll d'Isemkheb, un altre al braç dret i un al front. Les radiografies també revelen que Isemkheb D patia d'artritis als genolls i tenia càries. El seu cos es va trobar al seu conjunt de sarcòfags originals (taüt doble - CG 61031). Tot i que el taüt exterior estava intacte, al taüt interior i al tauler del taüt els faltaven les mans i rostres daurats.